# Eastpak

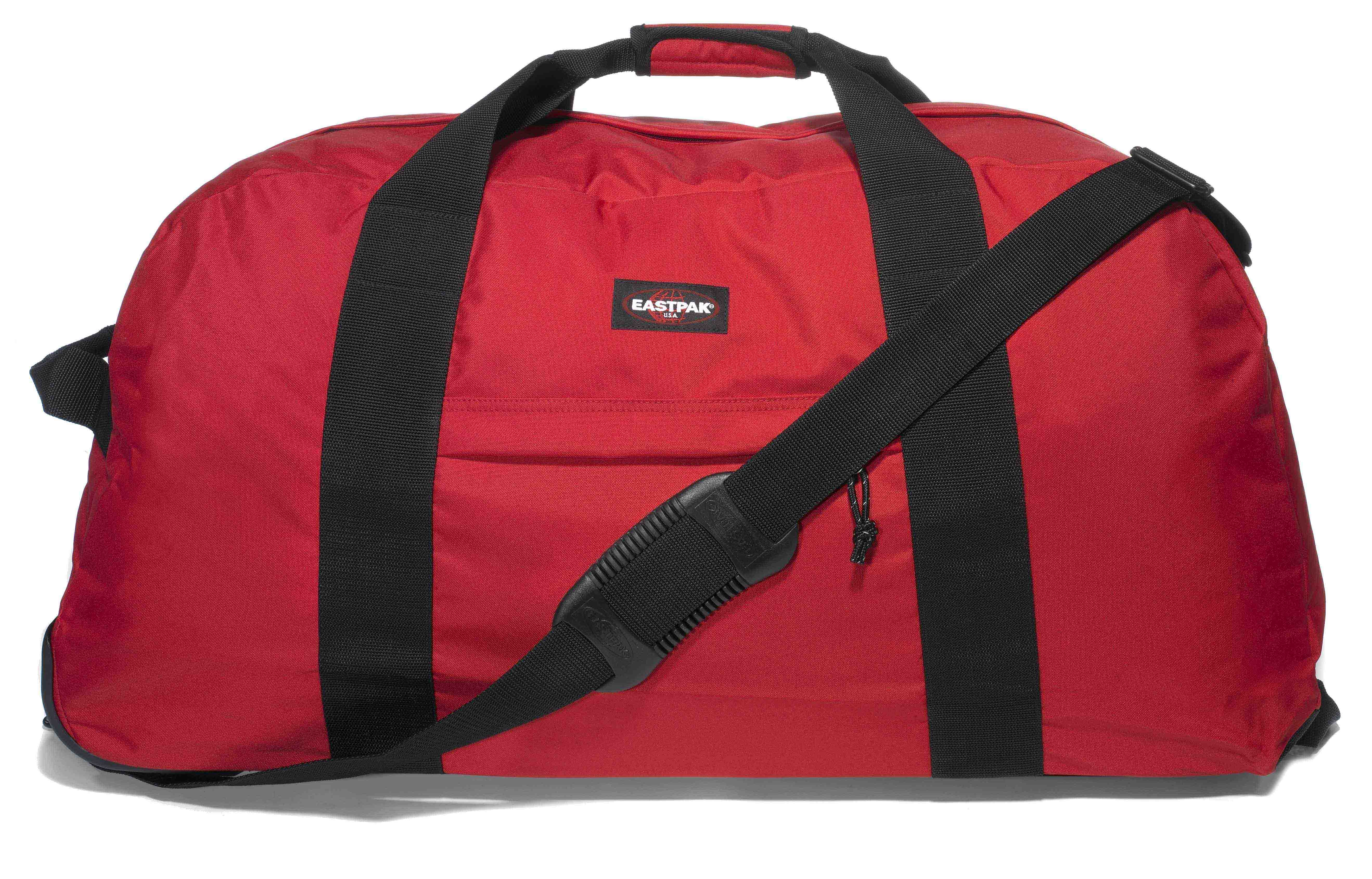
Torba podróżna marki Eastpak

Eastpak – amerykański producent plecaków, toreb, aktówek oraz portfeli. Firma została założona w 1952 roku jako Eastern Canvas Products USA, początkowo produkowała plecaki dla armii amerykańskiej. Dopiero w 1976 roku Mark Goldman, syn założyciela wprowadził przedsiębiorstwo na rynek pod obecną nazwą. Należy do amerykańskiego koncernu odzieżowego VF Corporation.